# Селенид галлия(III)
Селенид галлия(III) — бинарное неорганическое соединение
галлия и селена с формулой Ga2Se3,
тёмно-серые или красные кристаллы.

## Получение
- Сплавление галлия и селена:

{\displaystyle {\mathsf {2Ga+3Se\ {\xrightarrow {1020^{o}C}}\ Ga_{2}Se_{3}}}}

## Физические свойства
Селенид галлия(III) образует тёмно-серые (красные — после истирания в порошок) кристаллы трёх модификаций:
- α-Ga2Se3 — кубическая сингония, пространственная группа F 43m, параметры ячейки a = 0,5422 нм, Z = 1,33, существует при температуре ниже 600°С;
- β-Ga2Se3 — тетрагональная сингония, существует в температурном диапазоне 600÷800°С;
- γ-Ga2Se3 — моноклинная сингония, существует при температуре выше 800°С;

Обладает полупроводниковыми свойствами.